# Evangelische Kirche Münchehofe

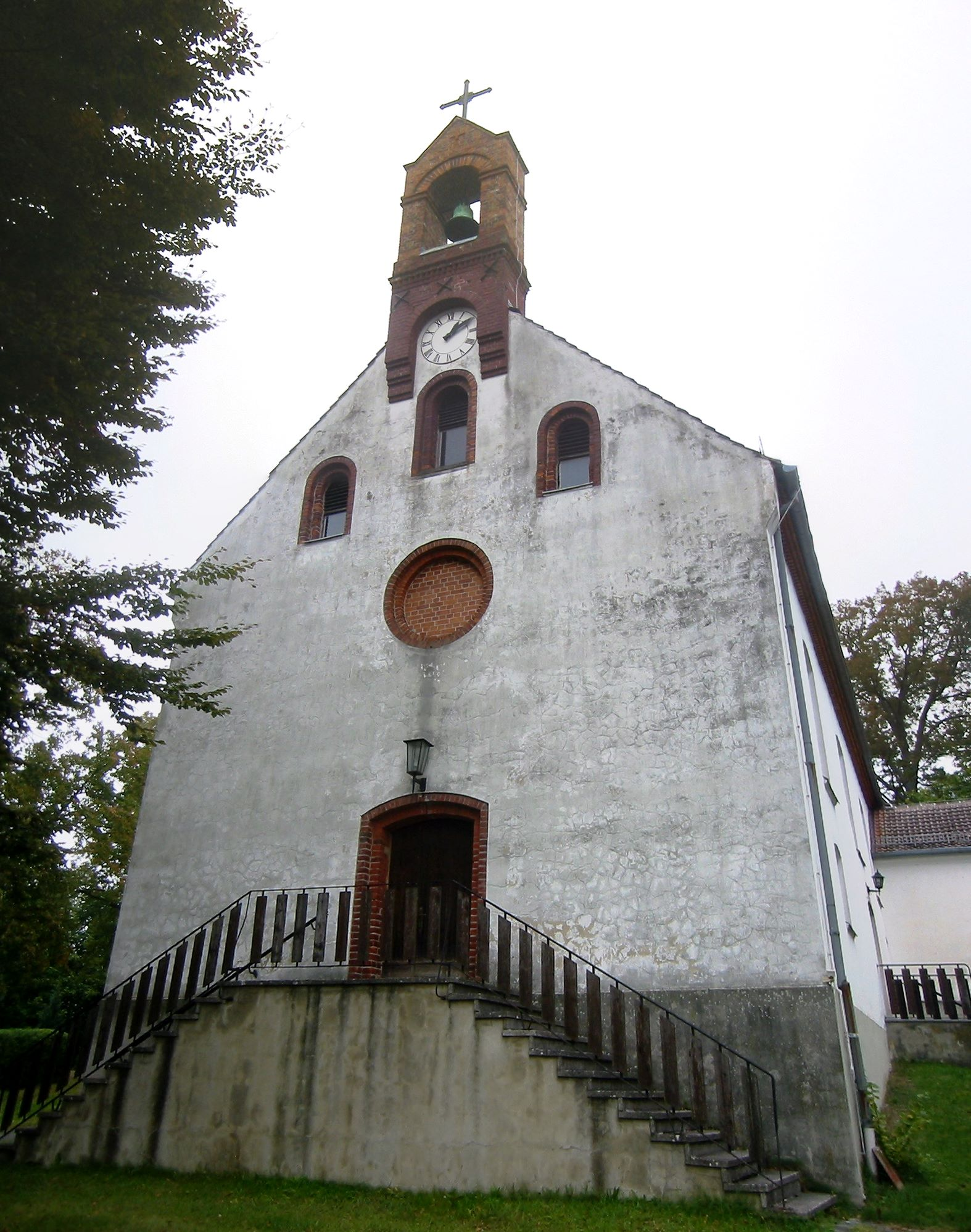
Kirche in Münchehofe

Die evangelische Kirche Münchehofe ist ein unter Denkmalschutz stehender Sakralbau in der gleichnamigen Gemeinde Münchehofe im Landkreis Dahme-Spreewald in Brandenburg. Die Kirchengemeinde Münchehofe gehört zum Kirchenkreis Zossen-Fläming der Evangelischen Kirche Berlin-Brandenburg-schlesische Oberlausitz.

## Geschichte

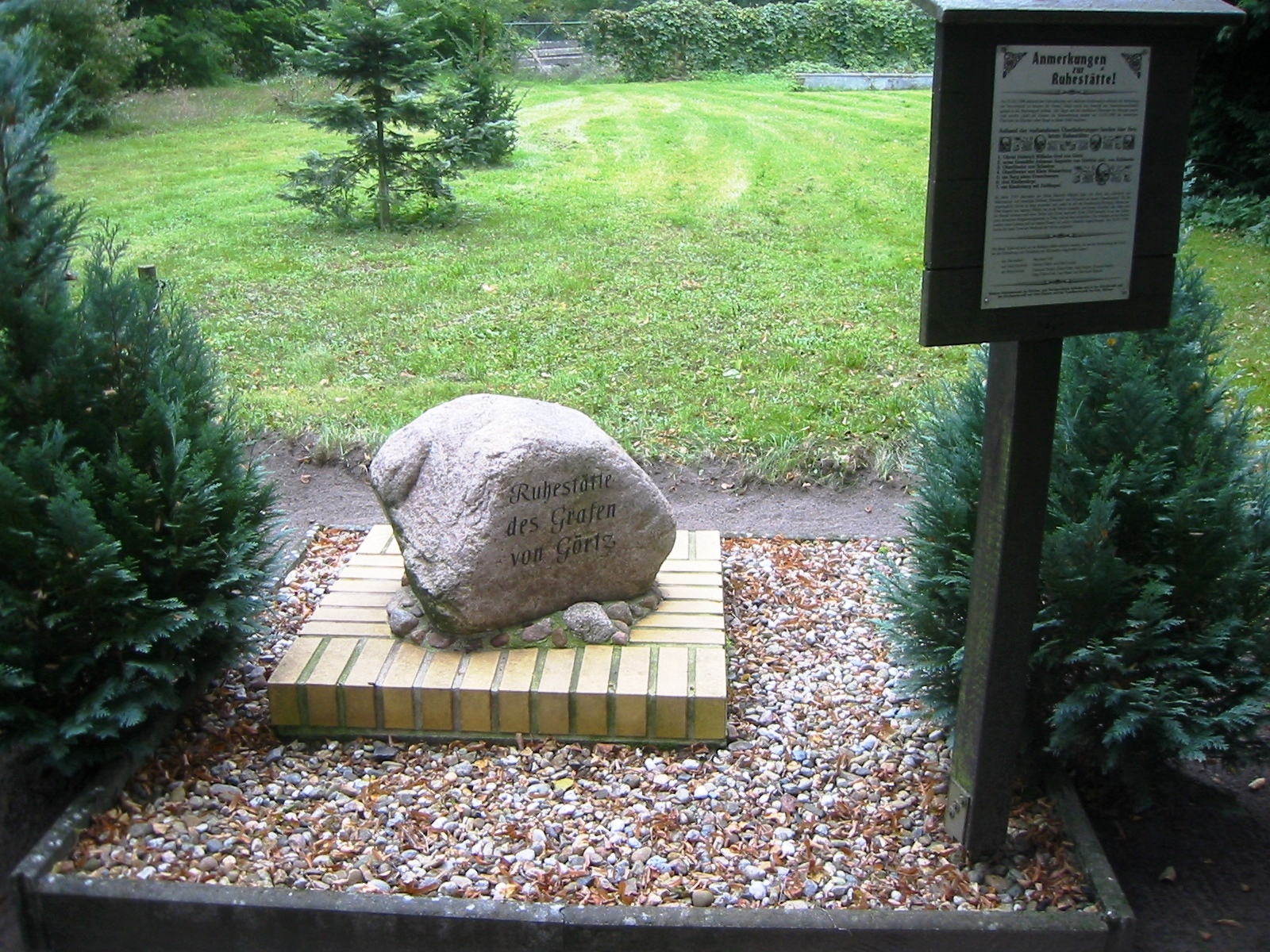
Grabmal von Görtz

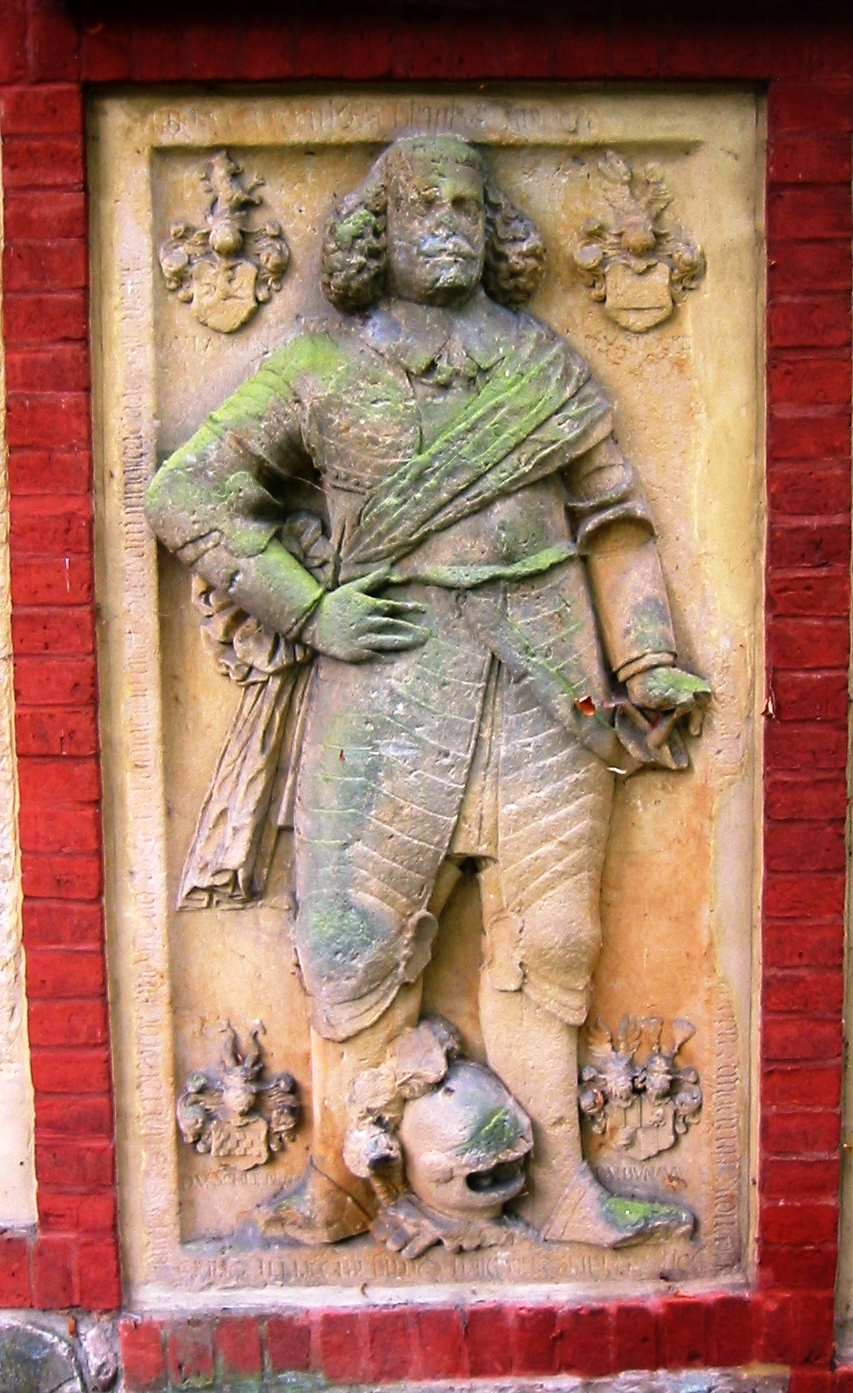
Epitaph des Nickel von Langen

Das Brandenburgische Landesamt für Denkmalpflege und Archäologische Landesmuseum (BLDAM) geht davon aus, dass die Kirche im 14. Jahrhundert errichtet wurde. Vermutet wird, dass Zisterzienser einen kleinen Vorgängerbau aus Feldsteinen erbauten. Dieser wurde im Jahr 1707 auf Initiative des neuen Besitzers der Gemeinde, Oberst Heinrich Wilhelm von Görtz, durch einen angebauten Chor sowie einen Turm erweitert. Dieser fiel jedoch in der zweiten Hälfte des 18. Jahrhunderts ein und wurde abgerissen. Von Görtz kaufte mit Hilfe eines Kredits des Preußischen Staates weitere Ländereien auf, verstarb jedoch bei einer Auseinandersetzung, bevor er diese wieder auslösen konnte. Die Gemeinde wie auch die Kirche fielen damit unter preußische Herrschaft. 1850 renovierte König Friedrich Wilhelm IV. das Bauwerk und übernahm das Patronat. Aus seiner Hand stammt der Entwurf für den Dachreiter mit dem darin sichtbaren Geläut, der an die Gründung der Kirche durch die Zisterzienser erinnert und heute das Gemeindewappen prägt.
Um 1850 brachten Handwerker weitere Epitaphe an der Ostseite des Bauwerks an, darunter eine Abbildung von Nickel von Langen aus dem Jahr 1599, dessen Familie, die Freiherren von Langen, die Gemeinde über 232 Jahre in ihrem Besitz wähnte.
1926 erhielt die Kirche eine neue Glocke, die im Zweiten Weltkrieg eingeschmolzen wurde. 1966 gestalteten die Gemeindemitglieder einen neuen Altar aus Feldsteinen, eine Fünte sowie die Kanzel. Bei diesen Renovierungsarbeiten setzen sie auch das Kirchengestühl und die Kirchentüren instand. 1988 zerbrach während eines Gottesdienstes die Abdeckung der Gruft. Dabei wurden einige Mumien sichtbar, die ein Jahr später auf dem angrenzenden Friedhof ihre letzte Ruhe fanden. Vermutet wird, dass sich unter den sterblichen Überresten auch die Gebeine von Görtz befinden.

## Architektur
Das weiß verputzte schlicht gehaltene Gebäude fußt auf einem gräulich verputzten Sockel. Westlich führt ein doppelter Treppenaufgang zu einer in rötlichem Backstein eingefassten, zweifach nach innen gestuften und halbrund geformten Tür. Darüber befindet sich eine Laterne. Wenige Meter oberhalb dieses Eingangs ist eine zugemauerte, kreisförmige Öffnung erkennbar, wie sie häufig bei Sakralgebäuden mit Tonnendach zu finden ist. Dieses Bauwerk verfügt jedoch über ein Satteldach, in dessen westlichem Giebel drei halbkreisförmige, symmetrisch angeordnete Fenster zu sehen sind. Die Einfassung ist wie am Eingang mit zweifach gestuftem Backstein ausgeführt. Über dem Fenster in der Mitte befindet sich die Turmuhr, darüber der charakteristische Dachreiter aus Backstein mit Glocke und Kreuz.
Die Nordseite des Gebäudes weist im Erdgeschoss fünf symmetrisch angeordnete Rundbogenfenster ohne weitere Verzierungen auf, darüber jeweils fünf weitere, deutlich größere Fenster. Diese Gliederung wird auf der Südseite nicht aufgenommen: Hier befinden sich im Untergeschoss vielmehr nur zwei Fenster, die den heutigen Haupteingang des Bauwerks umrahmen. Über diesen drei Öffnungen sind auch hier drei wenn auch deutlich kleinere Fenster als auf der Nordseite angebracht. In Richtung der Apsis ist der Anbau aus 1707 erkennbar, der durch eine weitere Tür zugänglich ist. Auch er verfügt über ein Satteldach. An der Ostseite befinden sich im unteren Bereich insgesamt sieben Epitaphe. Darüber ist wie auf der Westseite eine zugemauerte, kreisförmige Öffnung zu sehen. Oberhalb dieser Öffnung befinden sich in diesem Giebel zwei halbkreisförmige Fenster mit je einer Schallöffnung im oberen Bereich.
Die Decke im Innern des Gebäudes ist flach und liegt auf nur wenigen Unterzügen aus Holz auf. Sie teilen die Decke in zehn weiße, quadratische Felder auf. Die Patronatsloge existiert nicht mehr, allerdings sind im Innern der Kirche auf der Südseite noch ein hölzernes Gestühl sowie ein verglaster Bau erkennbar.

## Ausstattung
Altar, Fünte und Kanzel wurden 1966 aus Feldsteinen errichtet. Die Epitaphe aus dem 16. bis 18. Jahrhundert konnten bislang nur zum Teil entziffert werden. Die mittlere Tafel zeigt Nickel von Langen, zwei weitere jeweils Ernst von Langen bzw. Georg von Langen auf Neuendorf. Einige weitere Tafeln zeigen das Wappen der Familie von Stutterheim. Nördlich des Gebäudes erinnert eine Gedenktafel auf einem Findling an die Ruhestätte der Gebeine, die 1988 aus der eingestürzten Gruft geborgen wurden.
Auf dem Friedhofsgelände wachsen einige Maulbeerbäume, die einst zur Seidenraupenzucht angepflanzt wurden. Einige von ihnen stehen als Naturdenkmal unter einem besonderen Schutz.